# هایتیل
هایتیل (به انگلیسی: Hytale) یک بازی ویدئویی سندباکس است که توسط هایپیکسل استودیو توسعه یافته‌است. تولید بازی در سال ۲۰۱۵ توسط توسعه دهندگان سرور چندنفره ماینکرفت با بودجه و کمک از رایت گیمز آغاز شد، که بعداً در آوریل ۲۰۲۰ این استودیو را خریداری کرد.
هایتیل در تاریخی نامشخص برای رایانه‌های شخصی و مک‌اواس منتشر خواهد شد.

## گیم پلی
هایتیل دارای یک دنیای فانتزی است که به صورت «تولید رویه ای» ساخته شده است. که به صورتی که بلاک ها و اشکال در جهانی سه بعدی چیدن شده اند. از جمله موجودات سیاه چاله ها
بازیکنان ها می‌توانند مینی گیم هایی مانند آنچه در سرور های خود هاپیکسل در ماینکرفت و سرور های دیگر ماینکرفت ببینند
بازیکن ها می‌توانند از درون خود بازی افزونه(مود) دلخواه خود را بسازند!

## جوایز
هایتیل  نامزد دریافت جوایز گولدن جوی استیک سال 2019 یا ۱۳۹۸ شد اما از بازی  سایبر پانک ۲۰۷۷ شکست خورد
همچنین این بازی در جوایز بازی ایرلند شمالی در سال 2021 مورد انتظار ترین بازی قرار گرفت و به هایتیل لقب «بهترین بازی آینده» را دادند
همچنین در سال 2022 در مسابقه جوایز بازی های indie دیده شد